# Первомайский (Мостовский район)
Первомайский — хутор в Мостовском районе Краснодарского края России. 
Входит в состав Мостовского городского поселения.

## География
В хуторе три улицы: Мостовая, Набережная и Подгорная.

## Население
| 2002 | 2010 |
| ---- | ---- |
| 288  | ↗294 |